# Rodolphe Salis
Louis Rodolphe Salis (Châtellerault, 29 maggio 1851 – Naintré, 20 marzo 1897) è stato un impresario teatrale francese fondatore (1881) e proprietario del cabaret Le Chat noir, il cui primo nome era  Cabaret Artistique.
Egli è considerato il creatore del moderno cabaret, un night club nel quale il proprietario e gestore poteva sedere ai tavoli con i clienti bevendo e assistendo ad uno spettacolo di varietà presentato da un maestro di cerimonie che interagiva con gli spettatori.

## Biografia

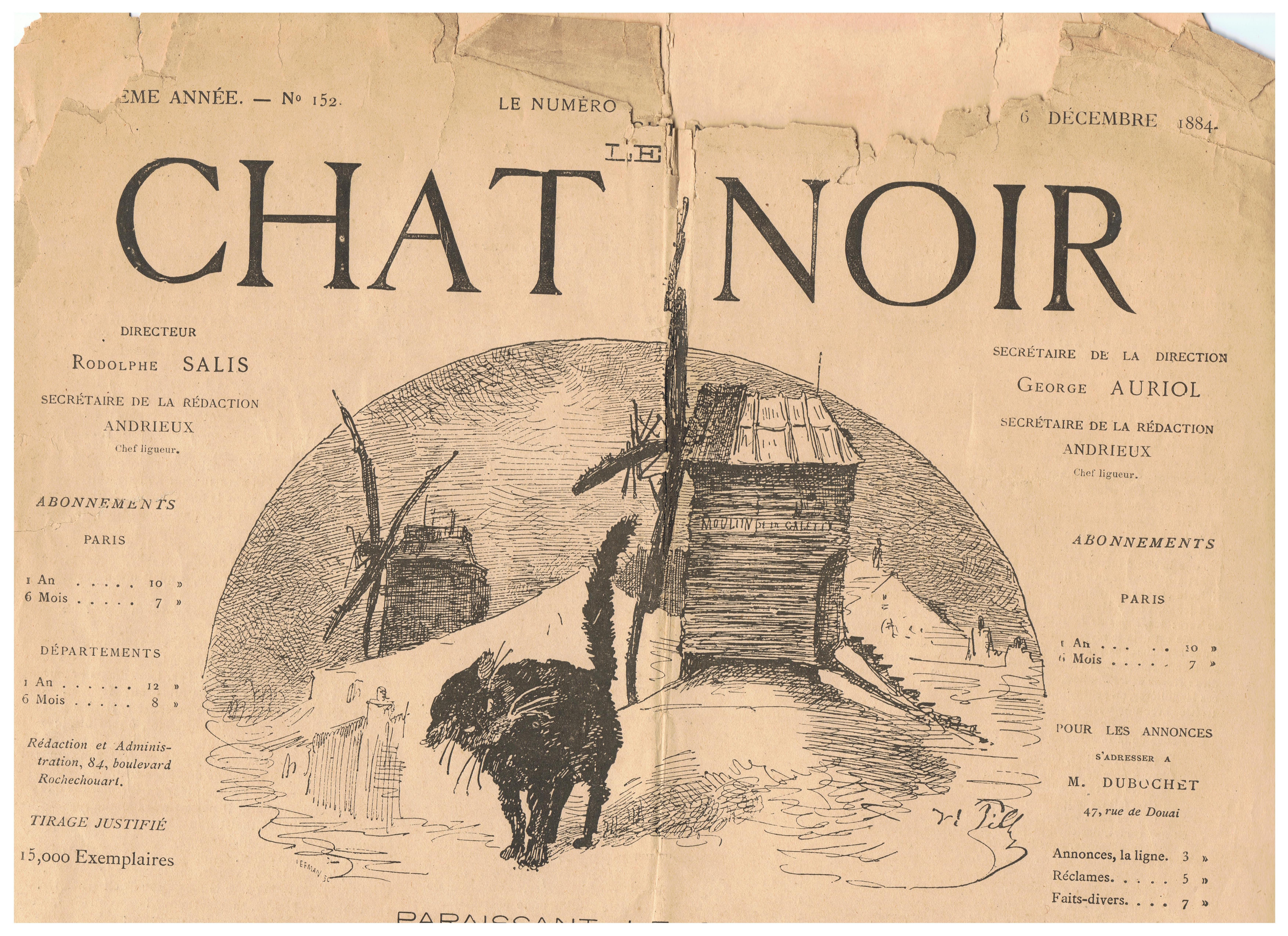
Il periodico CHAT NOIR, numero 152, del 6 dicembre 1884.

Figlio di un distillatore di alcolici di Châtellerault, si trasferì a Parigi nel 1872, dopo aver lasciato il reggimento in cui aveva svolto il servizio militare, e prese alloggio all'Hotel de Rome in Rue de Seine, nel quartiere latino.
Fondò "L'école vibrante" (La scuola vibrante), presto rinominata "L'école iriso-subversive de Chicago" (Scuola iris-sovversiva di Chicago) per attirare l'attenzione sul suo gruppo artistico. In effetti, si guadagnava da vivere facendo quadri della Via Crucis e altri oggetti religiosi, che lui e i suoi amici dipingevano.
"In effetti [la Scuola] aveva l'intento, anche se non dichiarato, di realizzare una serie di stazioni della Via Crucis da vendere a otto e quattordici franchi ciascuna, in un negozio che vendeva articoli religiosi a Place Saint-Sulpice. Il lavoro, molto noioso, era diviso tra i quattro "studenti" in base alla loro diversa natura: Rene Gilbert dipingeva teste, Wagner le mani, Antonio de la Gandara i tendaggi e Salis sfondi e paesaggi ..."
Allo scopo di combinare arte e bevande alcoliche, Salis ebbe l'idea di creare un café nello "stile di Luigi XII ... con un lampadario in ferro battuto del periodo bizantino, nel quale i signori, i borghesi e i contadini erano invitati a bere l'assenzio, alla maniera di Victor Hugo e Garibaldi, in ciotole d'oro. Il primo Le Chat noir, venne aperto, nel novembre 1881, in un locale di due stanze al numero 84 del Boulevard de Rochechouart (dove oggi esiste una lapide commemorativa), nel quale veniva servito un vino di pessima qualità in un ambiente squallido. Ma gli ospiti venivano accolti da una guardia svizzera, splendidamente ricoperta d'oro dalla testa ai piedi, presumibilmente per attrarre i pittori e i poeti che arrivarono, mentre escludeva i "famigerati preti e i militari." Il segno dell'ironia di Salis era su un alto camino di marmo: "Il teschio di Luigi XIII da bambino".
Il successo venne assicurato dall'arrivo massiccio di un gruppo di giovani scrittori e artisti radicali chiamati "Les Hydropathes" ("coloro che hanno paura dell'acqua"), guidati dal giornalista Émile Goudeau. Il gruppo affermò di essere contrario all'acqua, preferendo vino e birra. Il club di Goudeau si era riunito, per la prima volta, nella sua casa della Rive gauche (riva sinistra della Senna), ma era diventato così popolare da essere troppo grande per essere contenuto nella sua abitazione. Salis, incontrando Goudeau, lo convinse a trasferire il club dall'altra parte del fiume Senna all'84 Boulevard Rochechouart.

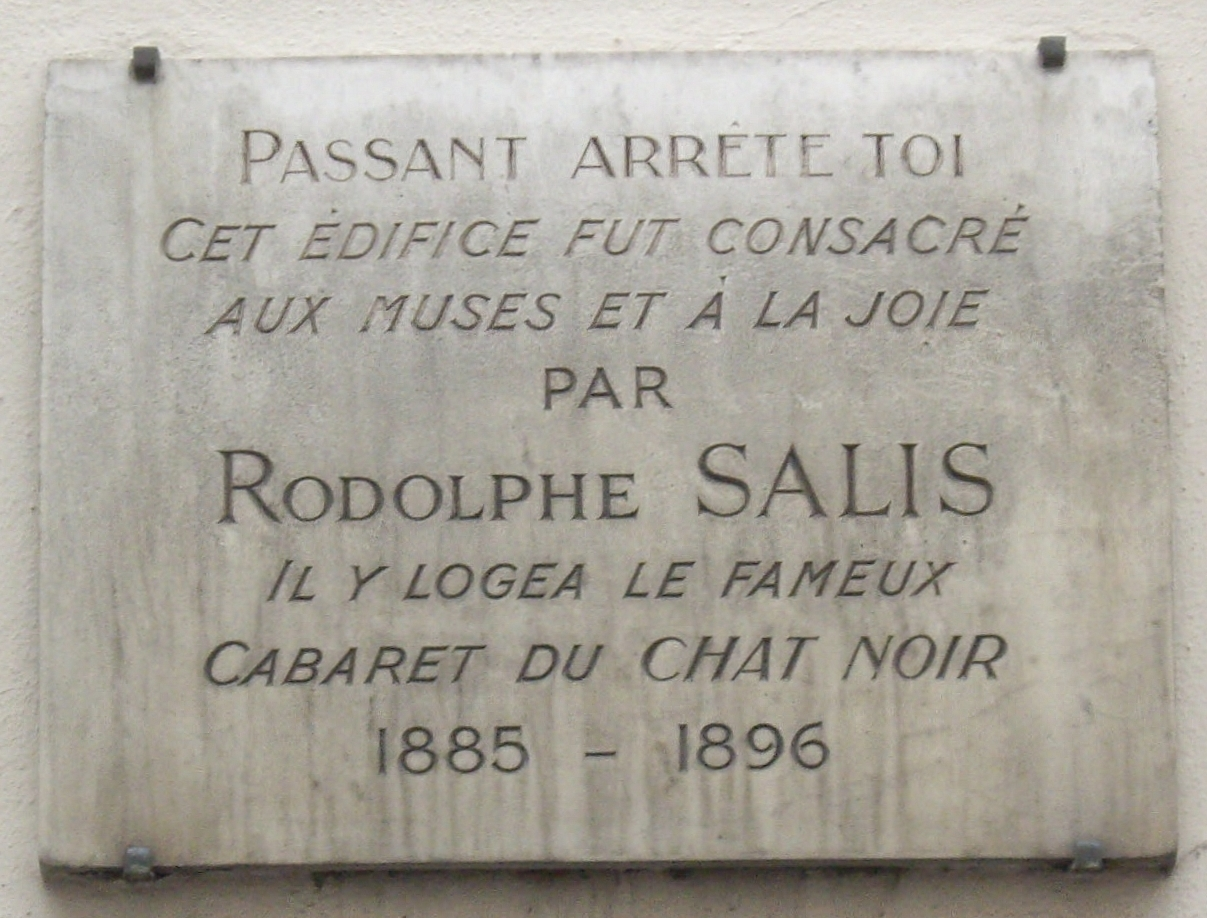
Targa a ricordo della seconda sede del cabaret Le Chat noir

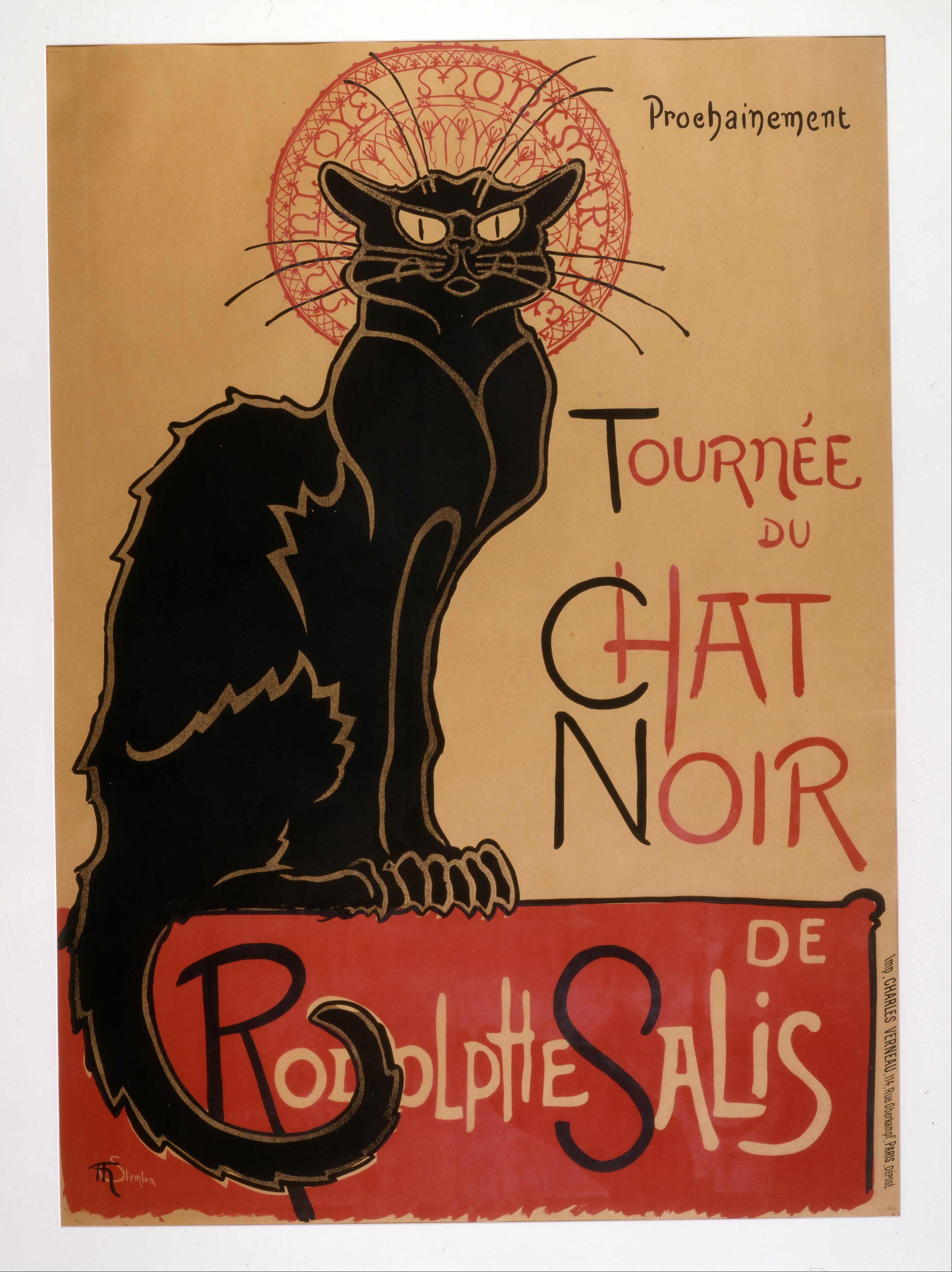
Manifesto di Steinlen pubblicizzante la tournée del Le Chat noir, 1896.

Le Chat noir abbandonò presto il suo primo sito. Il 10 giugno 1885, in pompa magna, Salis trasferì il locale al 12 Rue Victor-Masse (prima del 1885 chiamata Rue de Laval 12). Ben presto, poeti e cantanti che si esibirono al Le chat noir trovarono la migliore sistemazione per la loro attività a Parigi. Le Chat noir chiuse poi i battenti nel 1896 (Dopo la morte di Salis, un terzo locale venne aperto al 68, Boulevard de Clichy nel 1907.).
Salis fu impresario e (insieme al cantante di cabaret Aristide Bruant) intrattenitore. I saluti di Salis risuonavano spesso come sfottò nei confronti dei clienti. Coloro che andavano via presto venivano insultati e quelli che arrivavano in ritardo erano sistemati in un angolo. Salis appellava un cliente con un "Bene, sei finalmente uscito di prigione?" o commentava "Cosa hai fatto del tuo pulcino di ieri?" a un nuovo cliente accompagnato dalla moglie. Una sera, il futuro re Edoardo VII venne apostrofato da Salis: "Guardate: sembra il Principe di Galles ubriaco!"

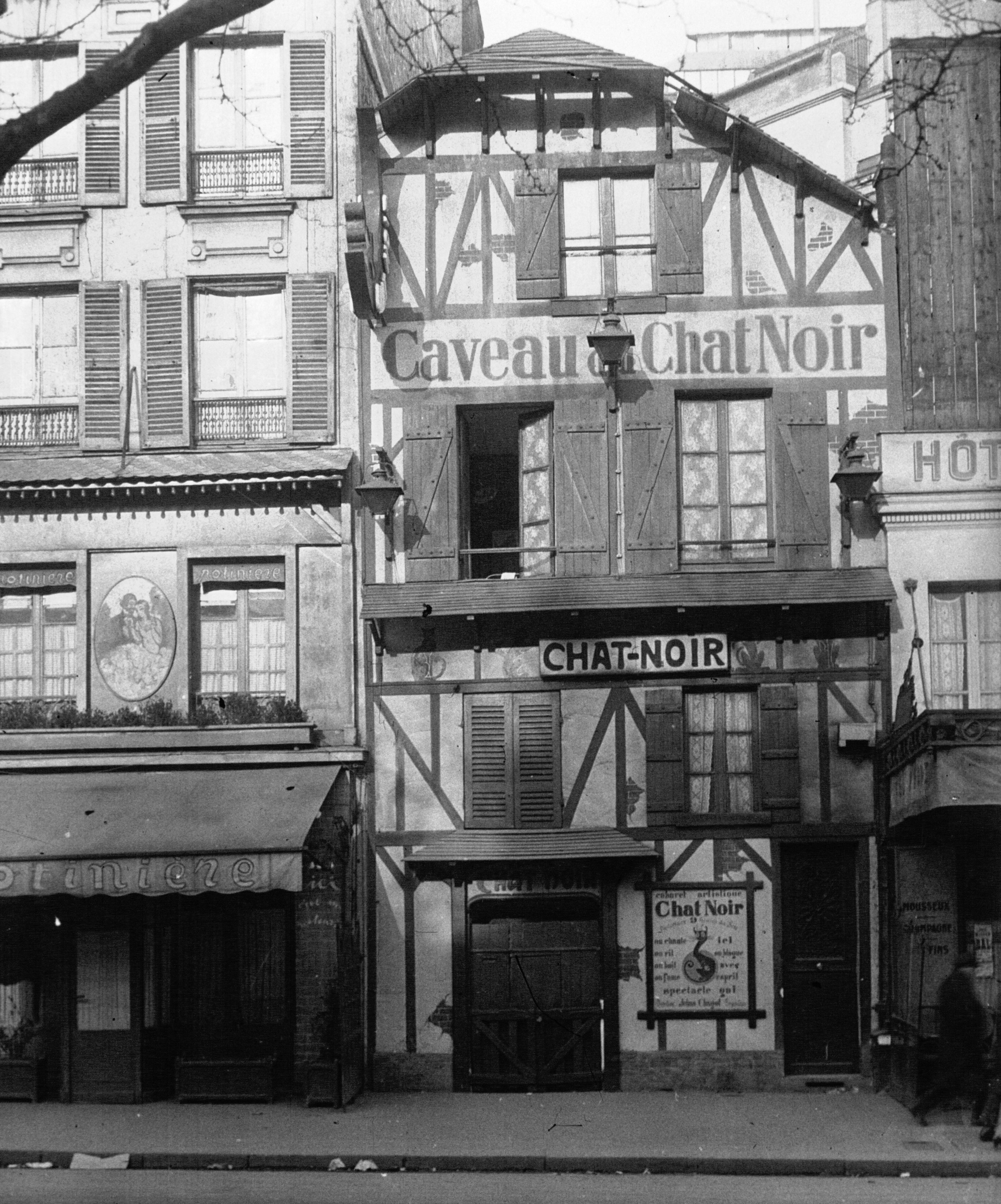
Le Chat noir nel 1929

Ogni venerdì l'ora del pranzo era l'occasione per preparare le esibizioni e la scaletta di una rivista umoristica. Con la sua leggendaria avarizia, Salis cercava ogni scusa per non pagare i suoi collaboratori, fornitori e artisti. Con un certo successo chiese di essere pagato da coloro che ospitava al Le Chat noir. Ma il suo gusto per gli ospiti, le sue capacità organizzative e la sua personalità attrassero artisti eccezionali di ogni tipo e una grande folla. La combinazione di un bar con intrattenimento (ora il cabaret) era un fatto nuovo per l'epoca. Inoltre, Salis ebbe l'idea di fare musica e acquistò un pianoforte,, a quel tempo una novità assoluta che presto fu interdetta ai nuovi locali creandogli un grosso vantaggio rispetto ai suoi concorrenti.
"Maschio, con spalle quadrate, capelli tinti di rosso," Salis era così descritto da Lawrence Tailhade, "senza età, robusto, il viso tracciato da molte rughe, il torace coperto da un romantico farsetto il cui il raso floreale contrastava con la sobrietà di un soprabito scuro. I suoi capelli fulvi erano coerenti con la barba ramata e gli davano l'aria di un soldato fiammingo ... [Aveva] una voce baritonale, enfatica, graffiante e sarcastica, i cui tuoni abbattevano cinicamente i Filistei... [Aveva] una natura prodigiosamente ciarlatana."
Negli anni 1890, Salis portò la sua compagnia di intrattenimento de Le Chat noir in tournée in Francia, noleggiando teatri e locali, cosa non comune in quell'epoca.
Morì a Naintré nel 1897.

## Tributi
- Nel dipartimento di Vienne, a Châtellerault, Naintré e Marigny-Brizay, vi sono strade dedicate al suo nome.
- Al 18 Boulevard de Clichy a Parigi esiste una targa che recita: "Qui venne fondato Le Chat noir da Rodolphe Salis ..."[10]